# دافي راموس
دافي راموس (بالإنجليزية: Davi Ramos؛ مواليد 5 نوفمبر 1986) هو مقاتل فنون القتال المختلطة برازيلي.

## وصلات خارجية
- دافي راموس على موقع يو إف سي (الإنجليزية)
- دافي راموس على موقع بيلاتور (الإنجليزية)
- دافي راموس على موقع شيردوغ (الإنجليزية)
- دافي راموس على موقع IMDb (الإنجليزية)